# Madani Rahmani
Madani Rahmani (4 augustus 1988) is een Belgisch kick- en thaibokser van Algerijnse afkomst.

## Loopbaan
Op 25 juni 2022 won Rahmani in Luik (België) de WKN World Super Light Heavyweight-titel in het thaiboksen door een knock-out in de eerste ronde tegen Nika Nozadze uit Georgië.
In mei 2016 behaalde hij te Herstal de ISKA-Europese titel kickboksen in de categorie -78kg tegen de Italiaan Matteo Calzetta en in mei 2019 behaalde hij te Flémalle de ISKA-wereldtitel K-1 in de categorie -85kg tegen de Spanjaard Victor Montfort Fernandez.